# 60P/Цзыцзиньшань
Комета Цзыцзиньша́нь 2 (60P/Tsuchinshan)  — короткопериодическая комета из семейства Юпитера, которая была открыта 11 января 1965 года китайскими астрономами в обсерватории Цзыцзиньшань (Нанкин, КНР) и имела яркость 15,0 m. Повторное наблюдение было проведено 13 января 1965 года. Обладает довольно коротким периодом обращения вокруг Солнца — чуть более 6,6 года.

Орбита кометы Цзыцзиньшань 2 и её положение в Солнечной системе

## История наблюдений
Астрономы в обсерватории Цзыцзиньшань вычислили первую орбиту, которая была впервые опубликована 4 марта. Это была эллиптическая орбита, указывающая на дату перигелия 9 февраля 1965 и орбитальный период 6,69 года. Более поздние расчёты, сделанные на основании данных за весь период наблюдения, позволили уточнить период обращения — 6,79 года. В 1975 году Грегож Ситарский заявил, что 3 января 1962 года кометы сблизилась с Юпитером на расстояние 0,4592 а. е. (68,98 млн км), что и привело к сокращению периода обращения с 6,93 до 6,79 года. Комета наблюдалась вплоть до 31 мая 1965 года, на всём протяжении наблюдений оставаясь очень тусклым объектом, когда её яркость упала до 19,1 m.
Ситарский вычислил пересмотренную эллиптическую орбиту для этой кометы в 1968 году и предсказал, что комета прибудет в точку перигелия 28 ноября 1971 года. Элизабет Ремер с помощью 154-см телескопа восстановила эту комету 19 сентября 1971 года и описала её к очень тусклый объект 19,7  m с довольно сильной конденсацией в центре и возможным следом хвоста на северо-западе. Позиции, обозначенные прогнозом Ситарского, нуждались в коррекции +0,97 суток. Как и в год своего обнаружения, максимальная яркость кометы поднималась не выше 15 m звёздной величины.
Комета была вновь замечена в 1978, 1985, 1991-1992 и 1998-1999 годах. Она продолжала оставаться крайне слабым объектом для наблюдения, из-за большого перигелийного расстояния в 1,8 а. е. В 1978 году она наблюдалась чуть более месяца, чуть меньше месяца её видели в 1985 году и около двух месяцев в течение 1991-1992 годов. В 1998-1999 годах условия наблюдений были лучшими за всю историю наблюдения: комета оставалась видимой более 6 месяцев, а её яркость впервые поднималась выше 15-й m звёздной величины.